# Денисовский (Ремонтненский район)
Денисовский — посёлок в Ремонтненском районе Ростовской области. Административный центр и единственный населённый пункт Денисовского сельского поселения.
Население — 769 (2021)

## Физико-географическая характеристика
Посёлок расположен на юго-востоке Зимовниковского района в пределах Сальско-Манычской гряды, относящейся к Ергенинской возвышенности, которая в свою очередь является частью Восточно-Европейской равнины, по правой стороне Денисовой балки (правый приток реки Чикалда), на высоте 91 м над уровнем моря Рельеф местности — холмисто-равнинный. Осложнён отходящими от Денисовой балки оврагами и балками второго порядка. В окрестностях посёлка имеются пруды. Почвы каштановые. Почвообразующие породы — пески.
По автомобильной дороге расстояние до областного центра города Ростова-на-Дону составляет 400 км, до ближайшего города Элисты Республики Калмыкия — 93 км, до районного центра села Ремонтное — 33 м.

### Климат
Климат умеренный континентальный (согласно классификации климатов Кёппена-Гейгера — Dfa). Среднегодовая температура воздуха положительная и составляет + 9,4 °C, средняя температура самого холодного месяца января — 4,8 °C, самого жаркого месяца июля + 24,2 °C. Расчётная многолетняя норма осадков — 369 мм. Наименьшее количество осадков выпадает в феврале и марте (по 22 мм), наибольшее в июне (48 мм).

### Часовой пояс
Денисовский, как и вся Ростовская область, находится в часовой зоне МСК (московское время). Смещение применяемого времени относительно UTC составляет +3:00.

### Улицы
| - ул. 40 лет Победы, - ул. Восточная, - ул. Дорожная, - ул. Ленинская, - ул. Мира, - ул. Молодёжная, - ул. Октябрьская, | - ул. Садовая, - ул. Советская, - ул. Социалистическая, - ул. Спортивная, - ул. Харченко, - пер. Вишневый. |

## История
Основан как хутор Жеребчиков. Дата основания хутора не установлена. В 1929 году в хуторе была размещена центральная усадьба совхоза «Скотовод № 2», а с июня 1930 года мясосовхоза № 16 «Ремонтненский». В июле 1939 года был организован Денисовский поссовет (с 1959 года — сельсовет).
В августе 1942 года посёлок был оккупирован. Освобождён в январь 1943 года. В период оккупации совхоз прекратил свою хозяйственно-производственную деятельность, скот был эвакуирован, документы о деятельности совхоза уничтожены. После освобождения Советской Армией совхоз возобновил свою деятельность. 28 апреля 1946 года в поселке были введены в эксплуатацию электростанция и радиоузел. В 1949 году открыта семилетняя школа (с 1970 года — средняя школа). В 1984 году открыто новое типовое здание школы.

## Население
| 2010 | 2012 | 2013 | 2014 | 2015 | 2016 | 2017 |
| ---- | ---- | ---- | ---- | ---- | ---- | ---- |
| 820  | ↘811 | ↘809 | ↘799 | ↘787 | ↗794 | ↗795 |
| 2018 | 2019 | 2020 | 2021 |      |      |      |
| ↗802 | ↘785 | ↗788 | ↘769 |      |      |      |

## Известные жители
В Денисовском жил до своей кончины Иван Петрович Харченко (1904—1979) — передовик советского сельского хозяйства, скотник мясного совхоза «Ремонтненский» Министерства совхозов СССР, Ремонтненский район Ростовской области, Герой Социалистического Труда (1949).